# الحزب الشيوعي الهندوصيني
كان الحزب الشيوعي الهندي الصيني ( ICP )  حزبًا سياسيًا خليفة من الحزب الشيوعي الفيتنامي القديم ( (بالفيتنامية: Việt Nam Cộng sản Đảng)  </link> ) في أكتوبر 1930. وحل هذا الحزب نفسه في 11 نوفمبر 1945.
تأسس الحزب الشيوعي الفيتنامي في 3 فبراير 1930 من خلال توحيد الحزب الشيوعي في الهند الصينية (على الرغم من اسمه، كان هذا الحزب نشطًا فقط في تونكين عاصمة فيتنام ) والحزب الشيوعي في أنام (نشط فقط في كوتشينشينا جنوب فيتنام ). بعد ذلك، انضمت الرابطة الشيوعية في الهند الصينية (التي كانت نشطة فقط في وسط أنام ) إلى الحزب الشيوعي الفيتنامي. دعت الأممية الشيوعية أن الحركة الشيوعية ينبغي تعزيزها في كامل الهند الصينية الفرنسية (بما في ذلك كمبوديا ولاوس وفيتنام ) وليس فقط في فيتنام، وبالتالي حثت الحزب الشيوعي الفيتنامي على تحويل نفسه إلى الحزب الشيوعي للهند الصينية. كان لدى الأممية الشيوعية قدر كبير من السيطرة على سياسات الحزب وعلى تكوين قيادته في مقابل المساعدات المالية.